# Młot Boga
Młot Boga (tyt. oryg. The Hammer of God) – powieść science fiction Arthura C. Clarke’a wydana w 1993 roku, poruszająca temat asteroidy o nazwie Kali zmierzającej w kierunku Ziemi. Kapitan Robert Singh ze statku kosmicznego Goliath zostaje wysłany, aby zmienić jej kierunek.